# Veszprémvarsány
Veszprémvarsány (ehemals Varsány) ist eine ungarische Gemeinde im Kreis Pannonhalma im Komitat Győr-Moson-Sopron. Veszprémvarsány wurde im Oktober 2002 eine eigenständige Gemeinde.

## Geografische Lage
Veszprémvarsány liegt fünfzehn Kilometer nordwestlich der Kreisstadt Pannonhalma. Nachbargemeinden sind Lázi, Sikátor, Bakonyszentkirály, Bakonyszentlászló, Bakonygyirót und Románd.

## Geschichte
Im Jahr 1907 gab es in der damaligen Kleingemeinde 198 Häuser und 1155 Einwohner auf einer Fläche von 3702 Katastraljochen. Sie gehörte zu dieser Zeit zum Bezirk Zircz im Komitat Veszprém.

## Infrastruktur
Im Ort gibt es Kindergarten, die István-Fekete-Schule, Bücherei, Kulturhaus, Gesundheitszentrum, Apotheke, eine Kirche und das Bürgermeisteramt.

## Sehenswürdigkeiten
- Römisch-katholische Kirche Szent Adalbert, erbaut 1774 im barocken Stil, 1888 umgebaut und erweitert
- Weltkriegsdenkmal

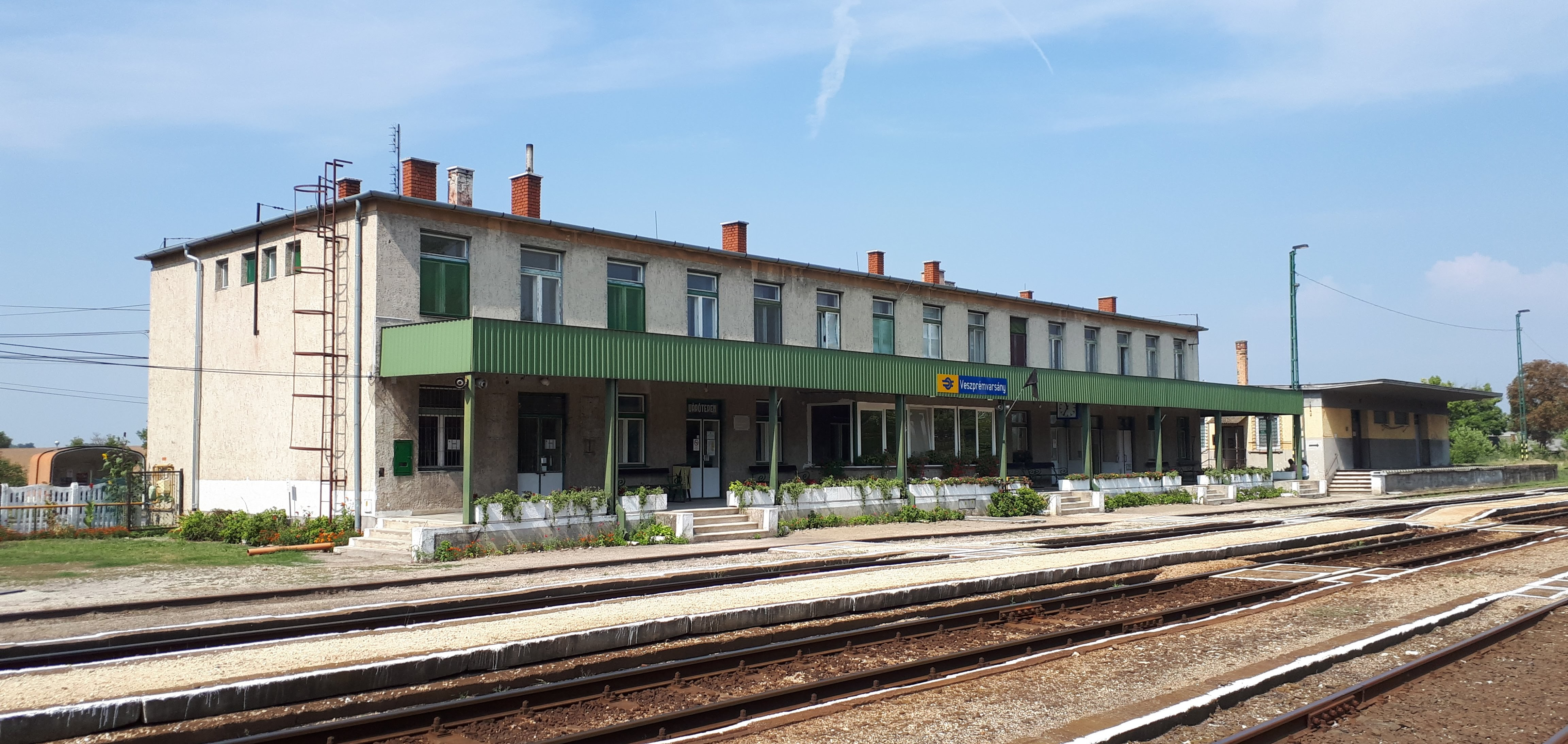
Bahnhof Veszprémvarsány
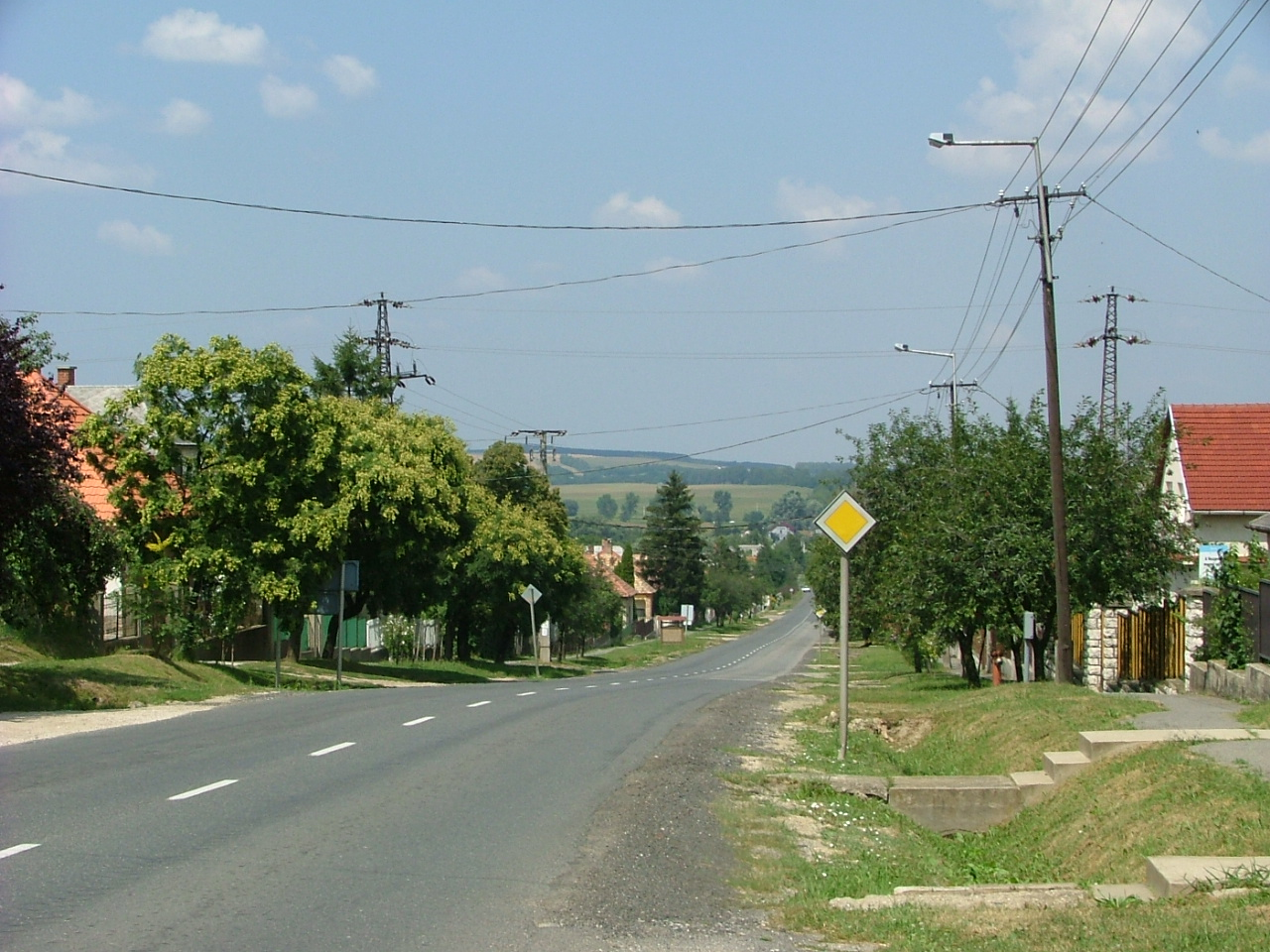
Hauptstraße Nr. 82 in Veszprémvarsány
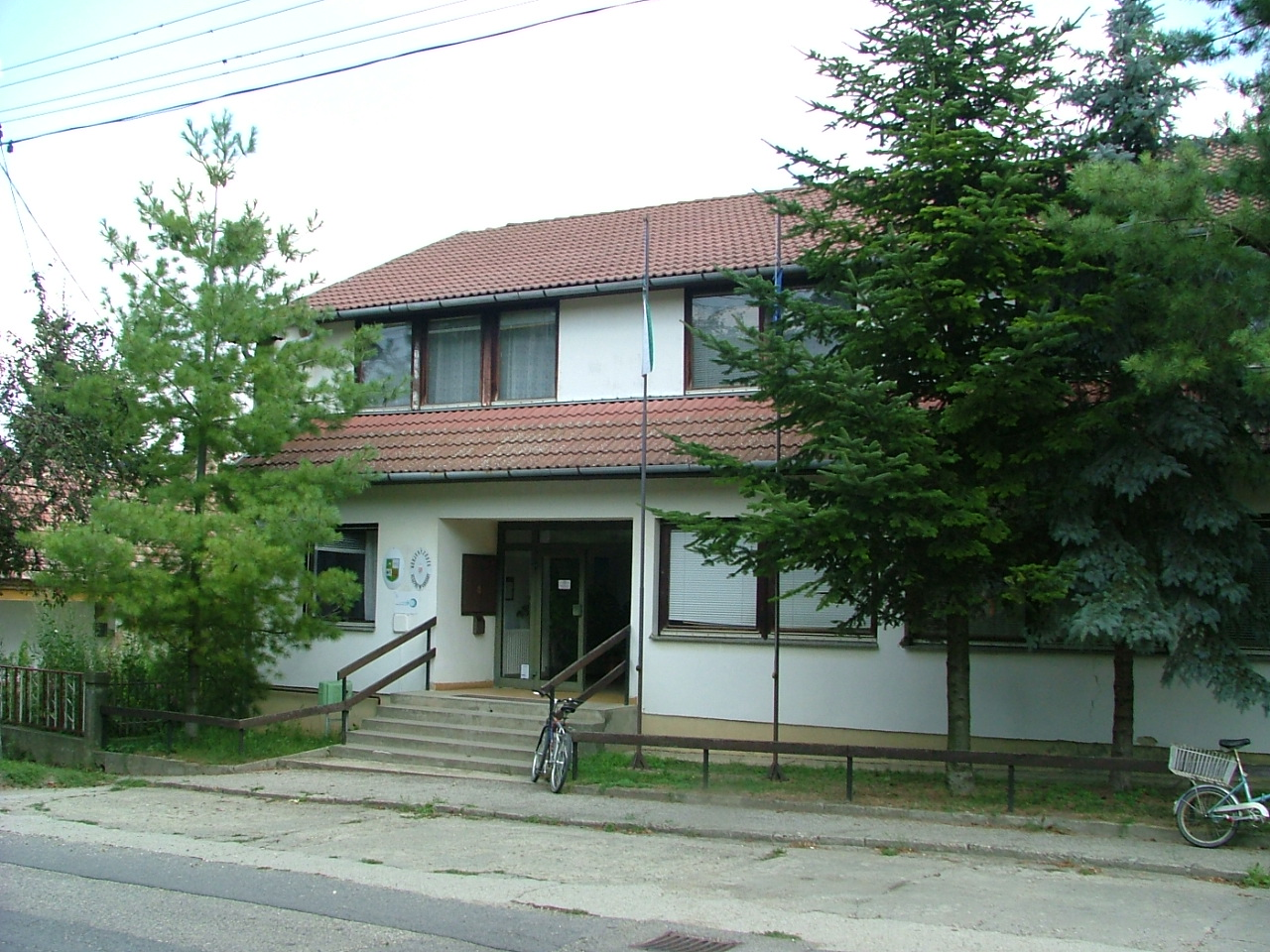
Gemeindeverwaltung
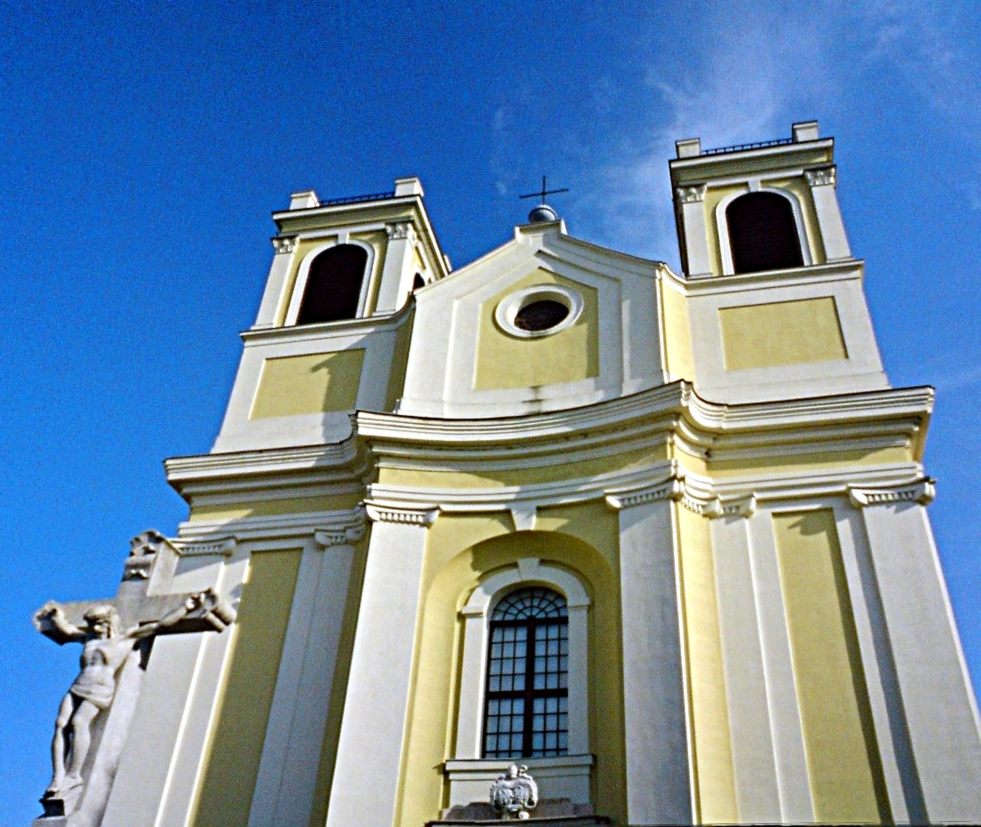
Römisch-katholische Kirche Szent Adalbert

## Verkehr
Durch Veszprémvarsány verläuft die Hauptstraße Nr. 82. Es bestehen Zugverbindungen nach Győr und Veszprém. Weiterhin gibt es Busverbindungen nach Sikátor, über Écs nach Győr sowie über Zirc nach  Veszprém.